# へすていあ

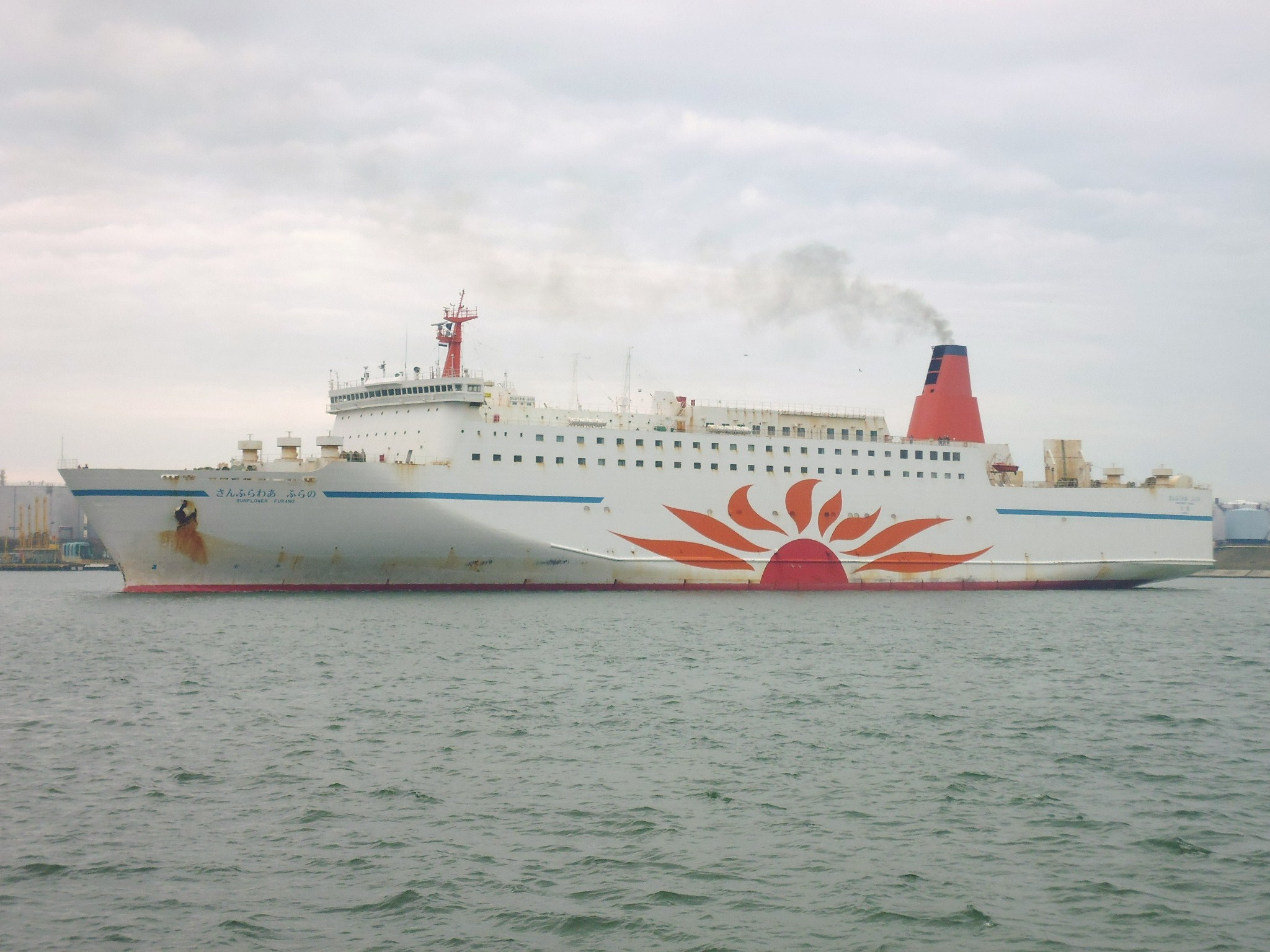
「さんふらわあ ふらの」時代（苫小牧港、2017年5月6日撮影）

へすていあ（HESTIA）とは、かつて東日本フェリーが運航していたフェリー。2007年から2017年には、さんふらわあ ふらのとして商船三井フェリーが運航していた。

## 概要
へるめす型の3番船として三菱重工業下関造船所で建造され、室蘭 - 大洗航路に就航。1993年11月18日の大洗港発便が第1便となった。船の就航により、1988年から就航していたびくとりと合わせ室蘭 - 大洗が日曜日を除く週6便の運航となった。船名はギリシャ神話に登場する炉辺の女神ヘスティアーに由来する。
2002年6月には、室蘭 - 大洗航路休止に伴い商船三井フェリーとの共同運航体制で大洗 - 苫小牧に就航した。2007年に東日本フェリーが同航路から撤退したことにより、共同運航を行っていた商船三井フェリーに移管され、同年1月30日に船名を「さんふらわあ ふらの」に改名、「全国的な知名度の高さや、優しさを感じる響きで女性に受け入れられやすい」といった思いが込められた。その後は同航路の「夕方便」に就航していた。
2014年に新造船による代替が発表され、2017年5月10日の苫小牧発便をもって引退した。

## 設備
| クラス                                  | 部屋数 | 定員                            | 設備                                                                                   |
| --------------------------------------- | ------ | ------------------------------- | -------------------------------------------------------------------------------------- |
| スイートルーム （旧・オーナーズルーム） | 1室    | 2名                             | ユニットバス・トイレ、洗面台、テレビ、DVDデッキ、 テーブル、椅子、冷蔵庫、クローゼット |
| デラックスルーム （旧・特等）           | 28室   | 2名                             | ユニットバス・トイレ、洗面台、テレビ、DVDデッキ、 テーブル、椅子、冷蔵庫、クローゼット |
| スタンダードルーム （旧・1等）          | 48室   | 4名                             | 洗面台、テレビ、DVDデッキ、テーブル、クローゼット                                      |
| カジュアルルーム （旧・2等寝台）        | 14室   | 12名                            | 手荷物棚（共有）、読書灯                                                               |
| エコノミールーム （旧・2等和室）        | 5室    | 60名・ 63名・ 15名×1室 22名×2室 | 手荷物棚（共有）                                                                       |

Aデッキ
- レストラン
- 展望ラウンジ

Bデッキ
- オーナーズルーム
- 特等室
- 二等室
- 展望浴場
- ゲームコーナー
- カードルーム→ゲームコーナー
- マリンシアター
- 談話室→喫煙コーナー
- ミーティングルーム→キッズランド

Cデッキ
- 二等寝台
- 一等室
- 売店
- インターネットコーナー（新設、2013年7月いっぱいまで）

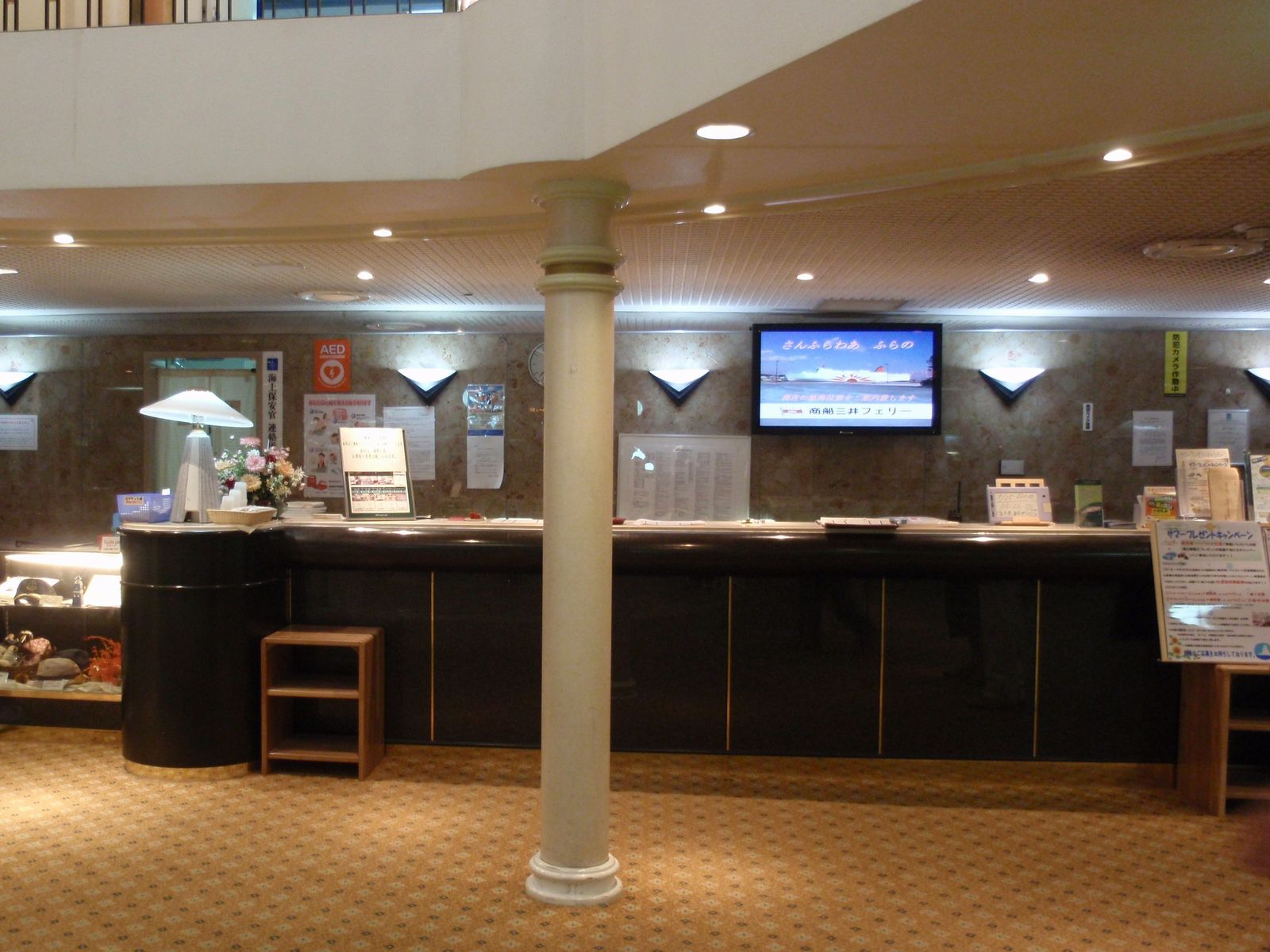
案内所
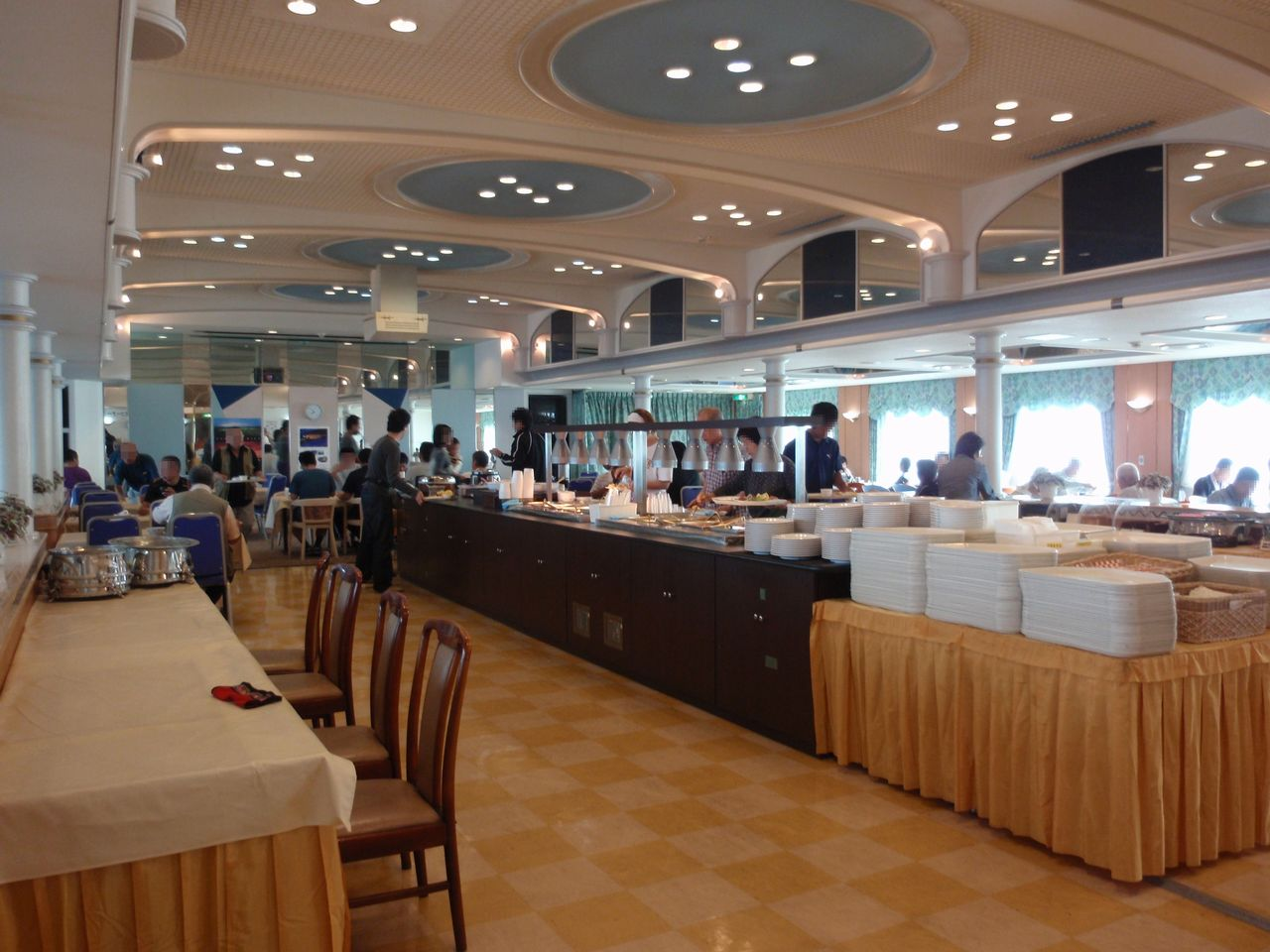
レストラン
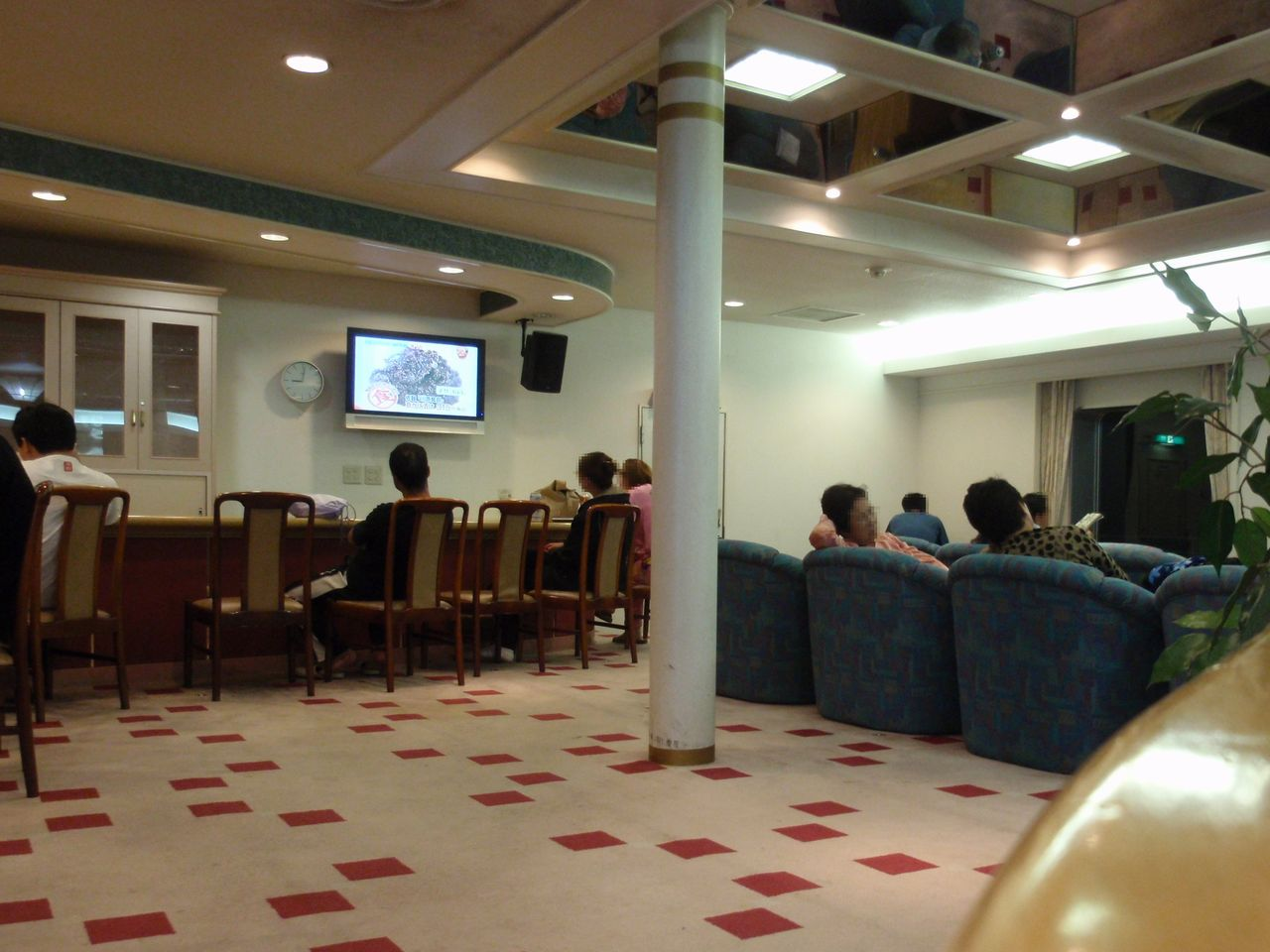
ラウンジ
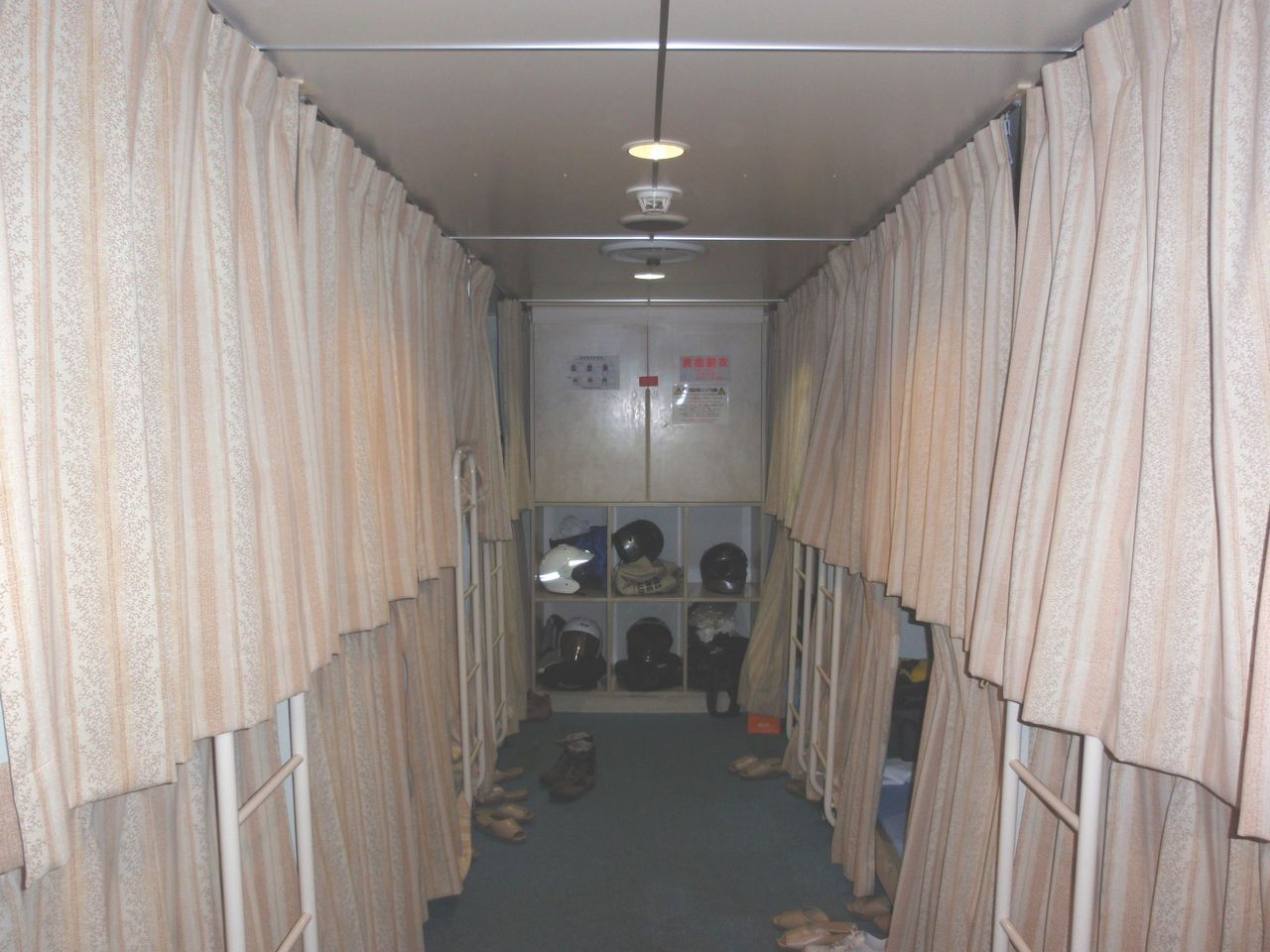
ペットルーム（新設）
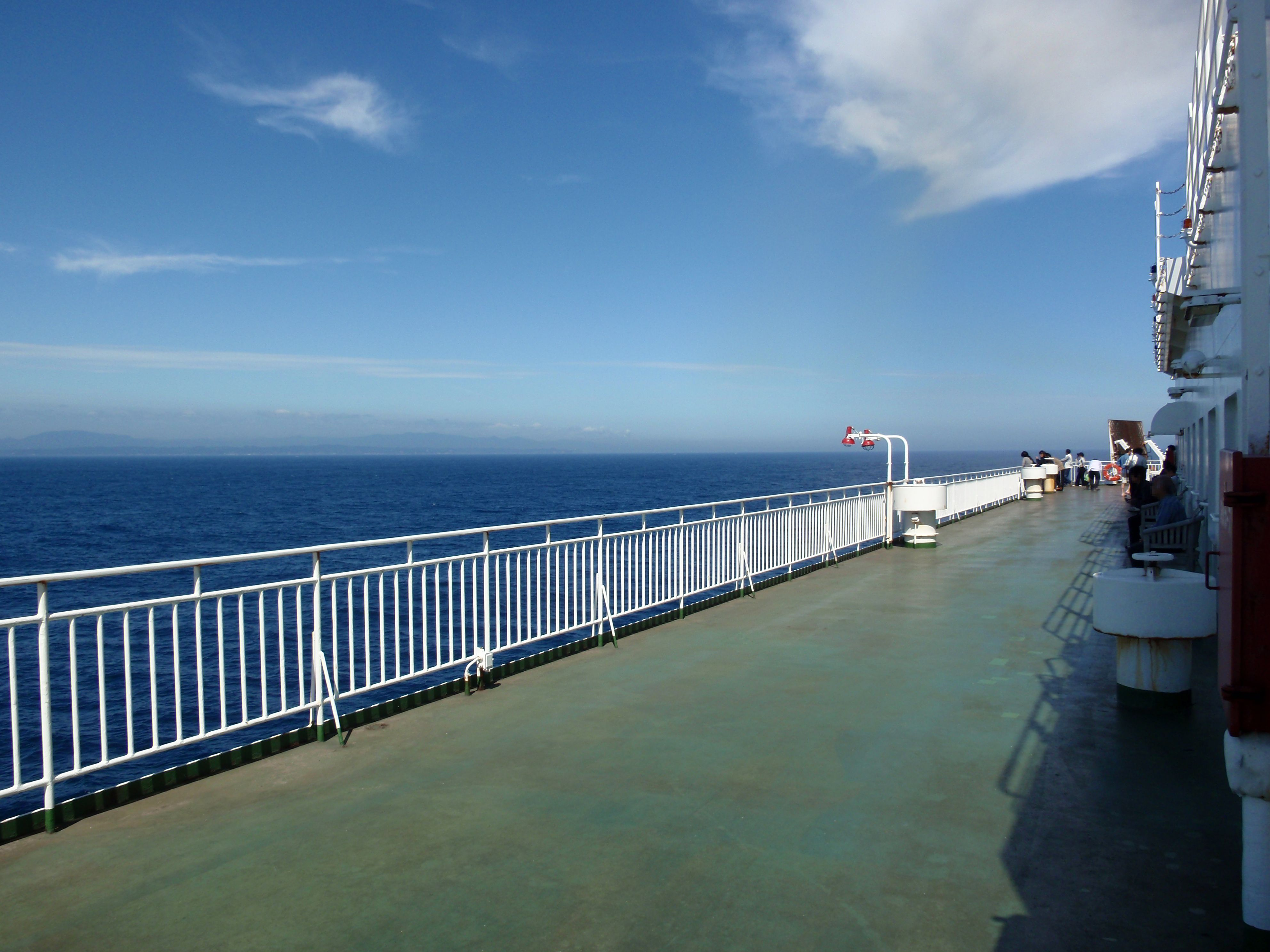
デッキ

- 案内所
- レストラン
- ラウンジ
- カジュアルルーム
- デッキ

## 事故・インシデント

### 旅客等負傷事件
- 2006年10月24日、大洗港南南東方沖合にて入港時の高波に伴い沖合へ退避する際に低気圧による大しけに巻き込まれ乗客3人・乗員4人が軽症を負い乗用車31台・トラック56台が横転した[9][10]。

### 東日本大震災
- 2011年3月11日、東北地方太平洋沖地震が発生した際、本船は大洗港に停泊中であった。本船は地震発生後20分で緊急出港し、周囲への注意を促す汽笛を鳴らしながら航行し沖合へ避難した後苫小牧港へ航行した。本船の汽笛を聞いて高台へ避難した住民もいたという。なお大震災の津波により大洗港フェリーターミナル1階が浸水、岸壁損傷や堆積物による水深低下で入港が困難となり6月まで関東側の発着地を東京港に変更して運航を続けた[11][12]。